# Nyctemera hemixantha
Nyctemera hemixantha är en fjärilsart som beskrevs av Aurivillius 1904. Nyctemera hemixantha ingår i släktet Nyctemera och familjen björnspinnare. Inga underarter finns listade i Catalogue of Life.